# Казахська радянська енциклопедія
Казахська радянська енциклопедія — перша і найбільша універсальна енциклопедія казахською мовою. Випущена в 1972—1978 в 12 томах. Є також довідковий том.

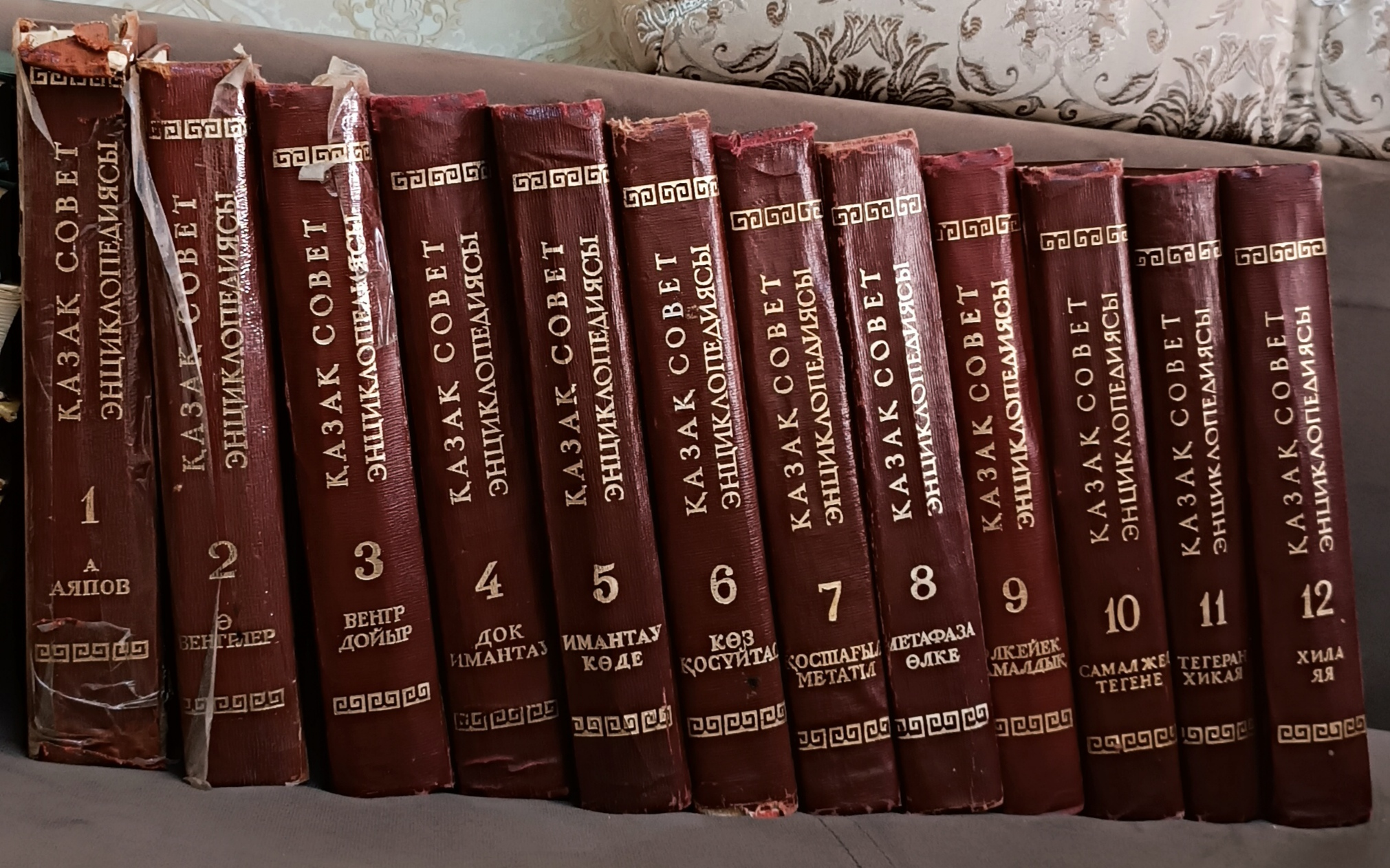

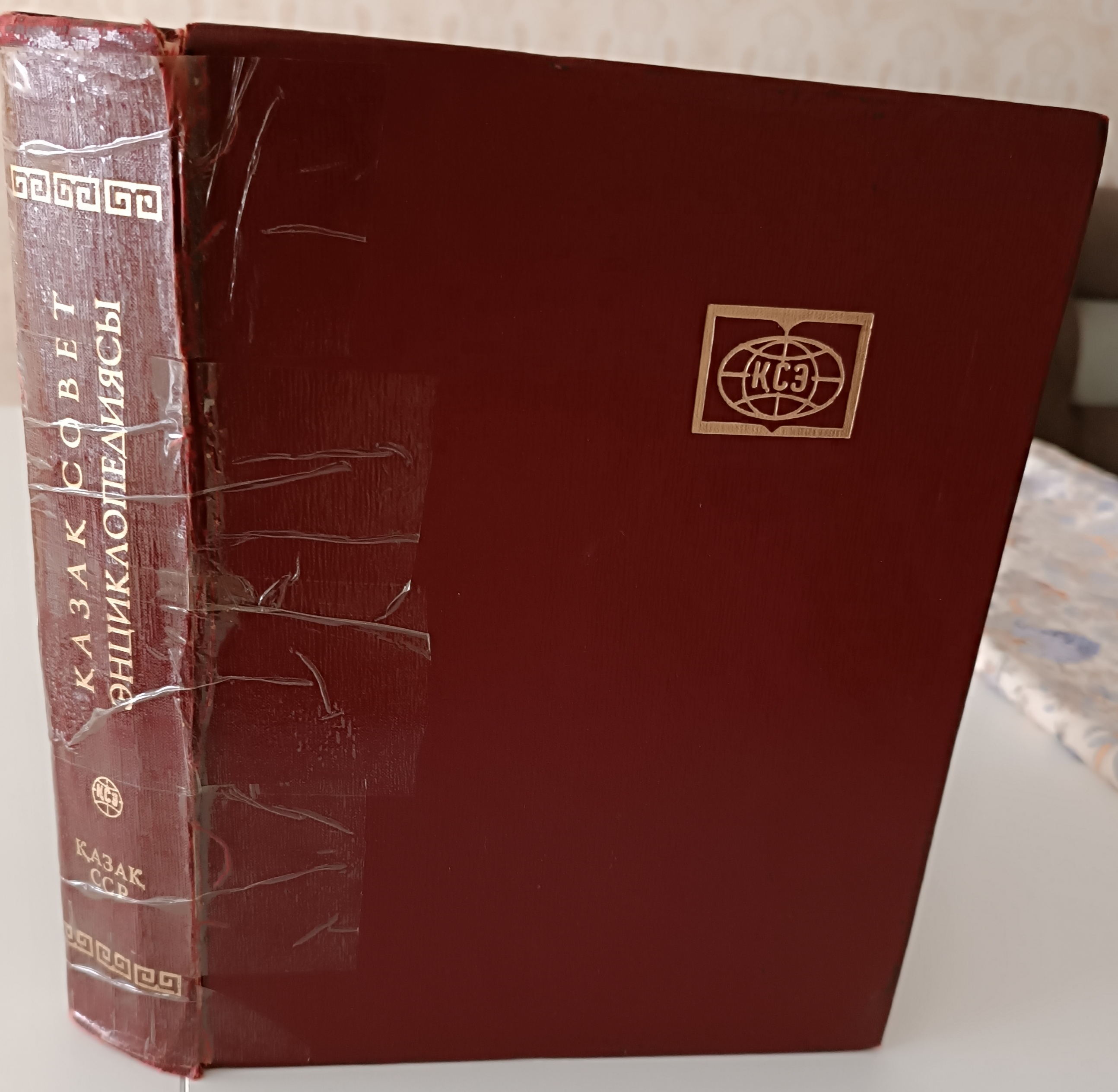
Додатковий 13 том (1980)

Додатковий 13 том (1980, казахською мовою, 1981, російською) був цілком присвячений КРСР, включав відомості про історію казахів з найдавніших часів, будівництва соціалізму, казахської культури, літератури і т. д.
Видано Академією наук Казахської РСР. Головний редактор — Мухамеджан Каратаєв.
Стала основою для видання в 1985 короткої чотиритомної енциклопедії «Казахська РСР» казахською та російською мовами. На його основі створюється Қазақстан Ұлттиқ Енціклопедіяси (Казахстанська національна енциклопедія).
У роботі над енциклопедією взяли участь казахські академіки У. М. Ахмедсафін, О. А. Байконуром, С. Б. Байшев, Т. Б. Дарканбаев, А. Х. Маргулан, а також діячі науки і культури з Москви, Ленінграда, Києва.
Усього Казахська радянська енциклопедія містить 48 931 статтю, має кольорові карти, діаграми-таблиці, схеми, портрети і фотографії.